# Coniopteryx martinmeinanderi
Coniopteryx martinmeinanderi är en insektsart som beskrevs av György Sziráki och Van Harten 2006. Coniopteryx martinmeinanderi ingår i släktet Coniopteryx och familjen vaxsländor. Inga underarter finns listade i Catalogue of Life.